# Texcoco de Mora
Texcoco de Mora (Tetzcoco en llengua nàhuatl) és una localitat mexicana y capçelera municipal, del Municipi de Texcoco, a l'estat de Mèxic. Es localitza geogràficament entre els 98° 53′ 28″ W i els 19° 30′ 24″ N, està a una altitud de 20 msnm. El 2010, INEGI va registrar una població de 99,269 habitants.